# Amou
|  | Aquest article tracta sobre el formatge. Vegeu-ne altres significats a «Amor (Landes)». |

L'Amou és un formatge de pasta premsada no cuita d'ovella que es fabrica a Amou, prop de Mont de Marsan, a Gascunya. Presenta una matèria grassa de 45%. És objecte d'un afinament en celler, preferentment humit, durant 8 a 10 setmanes. La seva crosta és prima, daurada, i la seva pasta consistent i homogènia. Es pot acompanyar d'un vi blanc sec, o d'un rosat de Gascunya. Les estacions més favorables pel seu consum són la primavera i l'estiu.